# Zamarada nebulimargo
Zamarada nebulimargo är en fjärilsart som beskrevs av Louis Beethoven Prout 1912. Zamarada nebulimargo ingår i släktet Zamarada och familjen mätare. Inga underarter finns listade i Catalogue of Life.